# 藪考樹
藪 考樹（やぶ こうき、1970年10月14日 - ）は日本の実業家。

## 概要
モブキャストグループ代表。2004年株式会社モブキャスト（現・株式会社モブキャストホールディングス）を創業、代表取締役に就任。2012年に東証マザーズ上場を果たし、株式会社ベルパークに続き自身2社目の上場を実現させた。2021年3月より株式会社ゆとりの空間の取締役に就任。

## 経歴
東京都青梅市生まれ。
- 1995年（平成7年）株式会社ベルパークに入社
- 2000年（平成12年）常務取締役営業本部長となる。ベルパークはJASDAQへの上場を果たした[2]。
- 2003年（平成15年）ジェイフォンサービス株式会社（現・株式会社ジャパンプロスタッフ）代表取締役社長に就任[2]。
- 2004年（平成16年）株式会社モブキャストを設立、代表取締役社長に就任。[2]。
- 2012年（平成24年）株式会社モブキャストを東証マザーズへ上場させる[3]。
- 2015年（平成27年）プレジデント社から初の著書『世界70億人をワクワクさせる「バカの知恵」』を出版。[4]。
- 2017年（平成29年）レトロワグラース株式会社社外取締役就任[5]。
- 2018年（平成30年）7月1日、The Human Miracle取締役就任。
- 2021年（令和3年）3月、株式会社ゆとりの空間取締役に就任[6]。

## 人物
- こだわりは「あきらめない事」[7]
- 趣味はスポーツ観戦、映画鑑賞、カラオケ[7]
- 座右の銘は「勇知仁」[7]

## 著書
- 『世界70億人をワクワクさせる「バカの知恵」 ―42歳にして二度の上場を果たした“目覚まし時計"経営論』（プレジデント社、2015年9月29日）　ISBN 978-4833421485

## 作品

### 映画
- 『female』（配給：東芝エンタテインメント、2005年5月14日公開）- エグゼクティブプロデューサー[8]
- 『ため息の理由』（配給：モブキャスト、2006年3月11日公開）- エグゼクティブプロデューサー[9]
- 『bird call』（配給：モブキャスト、2006年3月11日公開）- エグゼクティブプロデューサー[9]
- 『キャラウェイ』（配給：モブキャスト、2007年4月7日）- エグゼクティブプロデューサー[8]
- 『みづうみ』（配給：モブキャスト、2007年4月21日公開）- エグゼクティブプロデューサー[9]
- 『新訳：今昔物語』（配給：東京藝術大学大学院映像研究科、2007年5月25日公開）- エグゼクティブプロデューサー[9]
- 『Tokyo Real』（配給：モブキャスト、2007年8月18日公開）- 製作[9]
- 『ROBO☆ROCK』（配給：アステア、2007年11月23日公開）- 製作[9]
- 『本日の猫事情』（配給：ジョリー・ロジャー、2007年12月1日公開）- 製作[9]
- 『愛流通センター』（配給：アステア、2008年7月19日公開）- エグゼクティブプロデューサー[9]
- 『キズモモ。』（配給：日本出版販売、2008年9月6日公開]）- 製作[10]
- 『むずかしい恋』（配給：アステア、2008年10月25日公開）- 製作[9]
- 『天使のいた屋上』（配給：アステア、2008年11月8日公開）- エグゼクティブプロデューサー[9]
- 『夏休みのような1ヵ月』（配給：モブキャスト、2008年11月29日公開）- エグゼクティブプロデューサー[9]
- 『ビートロック☆ラブ』（配給：モブキャスト、2009年3月28日公開）[10]
- 『アニと僕の夫婦喧嘩』（配給：モブキャスト、2009年4月25日公開）- 製作[9]
- 『第2写真部!!』（配給：モブキャスト、2009年7月11日公開）- エグゼクティブプロデューサー[9]
- 『窓ノ外ノ世界』（配給：モブキャスト、2009年7月18日公開）- エグゼクティブプロデューサー[9]
- 『エレクトロニックガール』（配給：モブキャスト、2009年9月12日公開）- 製作[10]
- 『携帯彼氏』（配給：GONZO、2009年10月24日公開）- 製作[8]
- 『代行のススメ』（配給：モブキャスト、2009年10月24日公開）- 製作[9]
- 『書の道』（配給：モブキャスト、2009年12月26日公開）- 製作[9]

### オリジナルビデオ
- 『あおくび大根いんぐりっしゅ講座』（ポニーキャニオン、2007年10月17日）- 製作
- 『電エース～ハンケチ王子の秘密～』（2007年4月1日）- 製作